# 7-я бригада морской пехоты Балтийского флота
Не следует путать с 7-й бригадой морской пехоты Черноморского флота
7-я бригада морской пехоты — воинское соединение СССР в Великой Отечественной войне.

## История
Сформирована за счёт личного состава Балтийского флота по решению Военного Совета Ленинградского фронта от 12 сентября 1941 года. Бригада формировались в учебном отряде подводного плавания имени С. М. Кирова за счет экипажей линкоров, эсминцев, подводных лодок и других боевых кораблей Балтийского флота. При формировании в бригаде насчитывалось около 5 000 человек, формирование бригады было закончено 22 сентября 1941 года (в действующей армии числится с 18 сентября)
В составе действующей армии во время Великой Отечественной войны с 18 сентября 1941 года по 15 декабря 1941 года.
22 сентября 1941 года бригада сменила 168-ю стрелковую дивизию в районе Фарфорового завода и приступила к боевым действиям. Ведёт бои в районах Пушкина, Колпино, Ям-Ижоры до середины декабря 1941 года.
На конец октября 1941 года бригада, имея около 8 000 человек личного состава, усиленная артиллерийским полком, отдельным nyлемётно-артиллерийским батальоном, миномётным батальоном, продолжала вести боевые действия на рубеже рек Ижора и Славянка, в частности в районах Московская Славянка — Путролово.
15 декабря 1941 года переформирована в 72-ю стрелковую дивизию
Место захоронения погибших воинов: Московская Славянка, ныне Шушары. В 1962 году произведено перезахоронение, участок огорожен, памятный знак и стелы с именами и фамилиями павших. 300 м от московской трассы, на берегу речки Славянки. 806 человек. На месте боев в сентябре-октябре-ноябре 1941 года были неубранные капустные поля.

## Подчинение
| Дата            | Фронт (округ)       | Армия      | Корпус (группа) | Примечания |
| --------------- | ------------------- | ---------- | --------------- | ---------- |
| 01.10.1941 года | Ленинградский фронт | 42-я армия | -               | -          |
| 01.11.1941 года | Ленинградский фронт | 55-я армия | -               | -          |
| 01.12.1941 года | Ленинградский фронт | 55-я армия | -               | -          |

## Состав
- 3 отдельных стрелковых батальона;
- отдельный артиллерийский дивизион
- отдельная пулемётная рота
- разведывательная рота
- отдельная рота связи
- сапёрная рота
- заградительная рота
- автотранспортная рота
- медико-санитарная рота.

## Командиры
- полковник Ржанов, Василий Михайлович
- генерал-майор Парафило, Терентий Михайлович (с 04.10.1941)